# Vrtlinovec-alagút

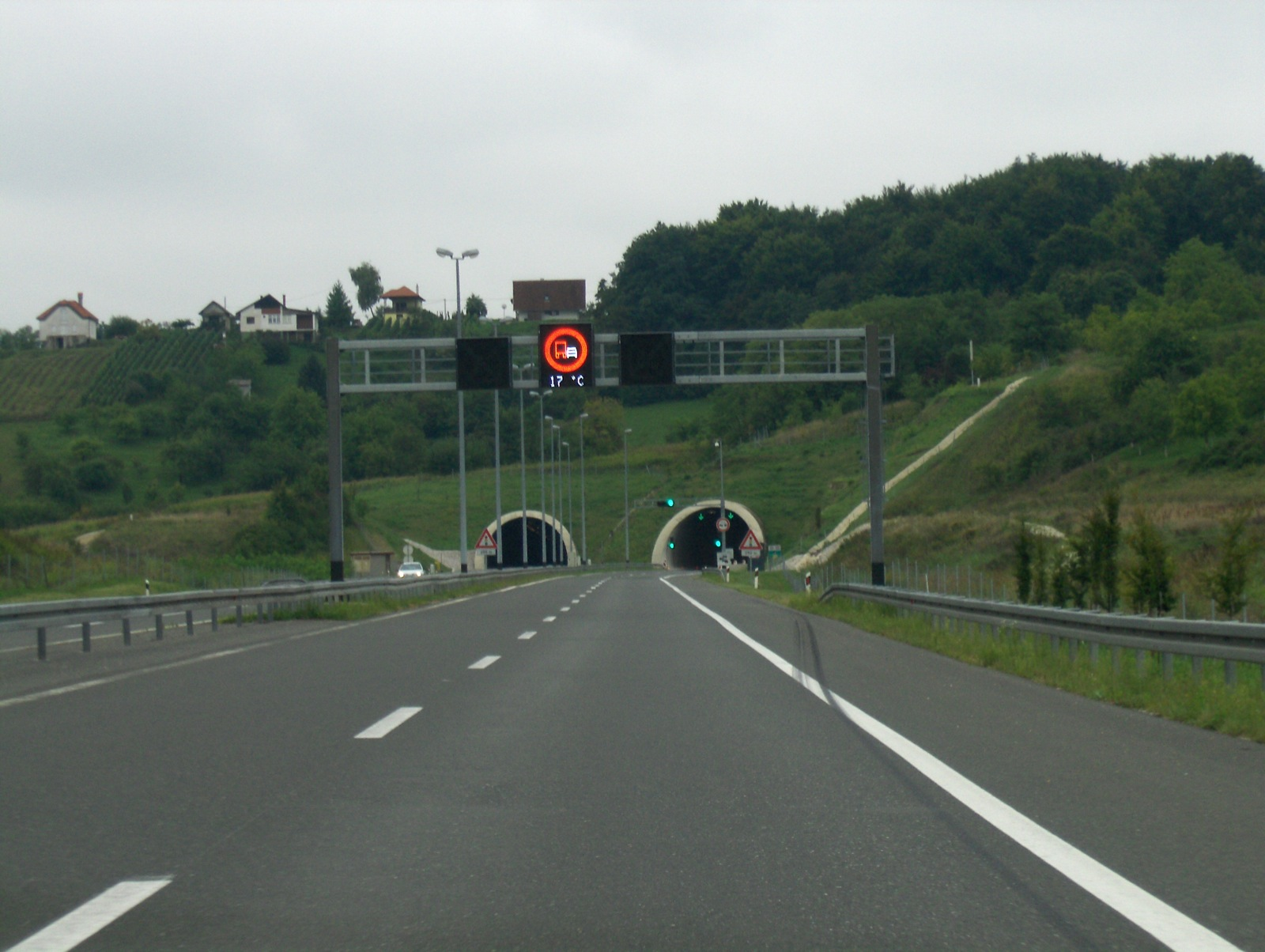
Változtatható jelzésképű tábla az alagút előtt

A Vrtlinovec-alagút (horvátul: Tunel Vrtlinovec) a horvátországi A4-es autópályán található, Zágráb és Varasd között Vrtlinovec falu mellett.

## Az alagút
Az alagút az autópálya Kemléki-hegységen való átjutását segíti. A forgalom két alagúton halad, irányonként kettő sávon. A nyugati alagút 628 méteres, a keleti alagút 522 méter. Nevét a közeli Vrtlinovec nevű faluról kapta. Az északi bejárathoz a varasdi felhajtó, a déli bejárathoz pedig a varasdfürdői felhajtó van legközelebb. A megengedett legnagyobb sebesség az alagútban 100 km/h.

## Története
Az alagutat 2003-ban adták át a Varasd és Lónya közötti autópálya szakasszal együtt.